# Brignoles
Brignoles is een gemeente in het Franse departement Var (regio Provence-Alpes-Côte d'Azur) en telt 12.487 inwoners (1999). De plaats is de onderprefectuur van het arrondissement Brignoles.
De gemeente Brignoles is verbroederd met de West-Vlaamse stad Tielt.

## Geschiedenis
In de Romeinse tijd waren er landbouwondernemingen en een marmergroeve op het grondgebied van de huidige gemeente.
Al in de 10e eeuw was hier een castrum, een versterkte plaats. In 1222 kwam het kasteel van Brignoles in handen van de graven van Provence. Zij transformeerden de feodale burcht in een paleis dat diende als zomerresidentie. Het Parlement van Provence zetelde in Brignoles in 1502 en 1506 toen Aix-en-Provence geteisterd werd door de pest. Ook de Staten van Provence zetelden gedurende verschillende jaren in Brignoles. Ook na de Franse Revolutie bleef Brignoles een bestuurlijk en gerechtelijk centrum als onderprefectuur van een arrondissement. Tussen 1795 en 1797 was het zelfs de prefectuur (hoofdstad) van Var, voor die verhuisde naar Draguignan. Bij de grote administratieve hervorming van 1926 verloor Brignoles zijn rol van onderprefectuur, maar kreeg die terug in 1974.
In Brignoles werden wijndruiven, graan en olijven geteeld. In de 16e eeuw kwam er ook textielnijverheid. In de 18e eeuw kwamen daar de productie van zeep, lederwaren en blekerijen bij. In de 19e eeuw ontwikkelde de industrie zich verder en vanaf 1870 werd er ook bauxiet gewonnen in de gemeente. Toen deze exploitatie in de jaren 1990 stopte, kende de gemeente een economische terugval.

## Geografie
De oppervlakte van Brignoles bedraagt 70,7 km², de bevolkingsdichtheid is 176,6 inwoners per km².
De onderstaande kaart toont de ligging van Brignoles met de belangrijkste infrastructuur en aangrenzende gemeenten.

## Verkeer en vervoer
In de gemeente ligt het gesloten spoorwegstation Brignoles.

## Demografie
Onderstaande figuur toont het verloop van het inwonertal (bron: INSEE-tellingen).

## Partnersteden
Sinds 2000 heeft Brignoles vier partnersteden in Europa:
- Szamotuły
- Bruneck (Brunico) in Zuid-Tirol
- Groß-Gerau
- Tielt

## Trivia
- Brad Pitt en Angelina Jolie hebben hier een wijnboerderij gekocht. Château Miraval is omgeven door 400 hectare landerijen met bossen, olijfgaarden en waterlopen en zou het stel 60 miljoen dollar hebben gekost.